# Beiaard van de Kunstberg

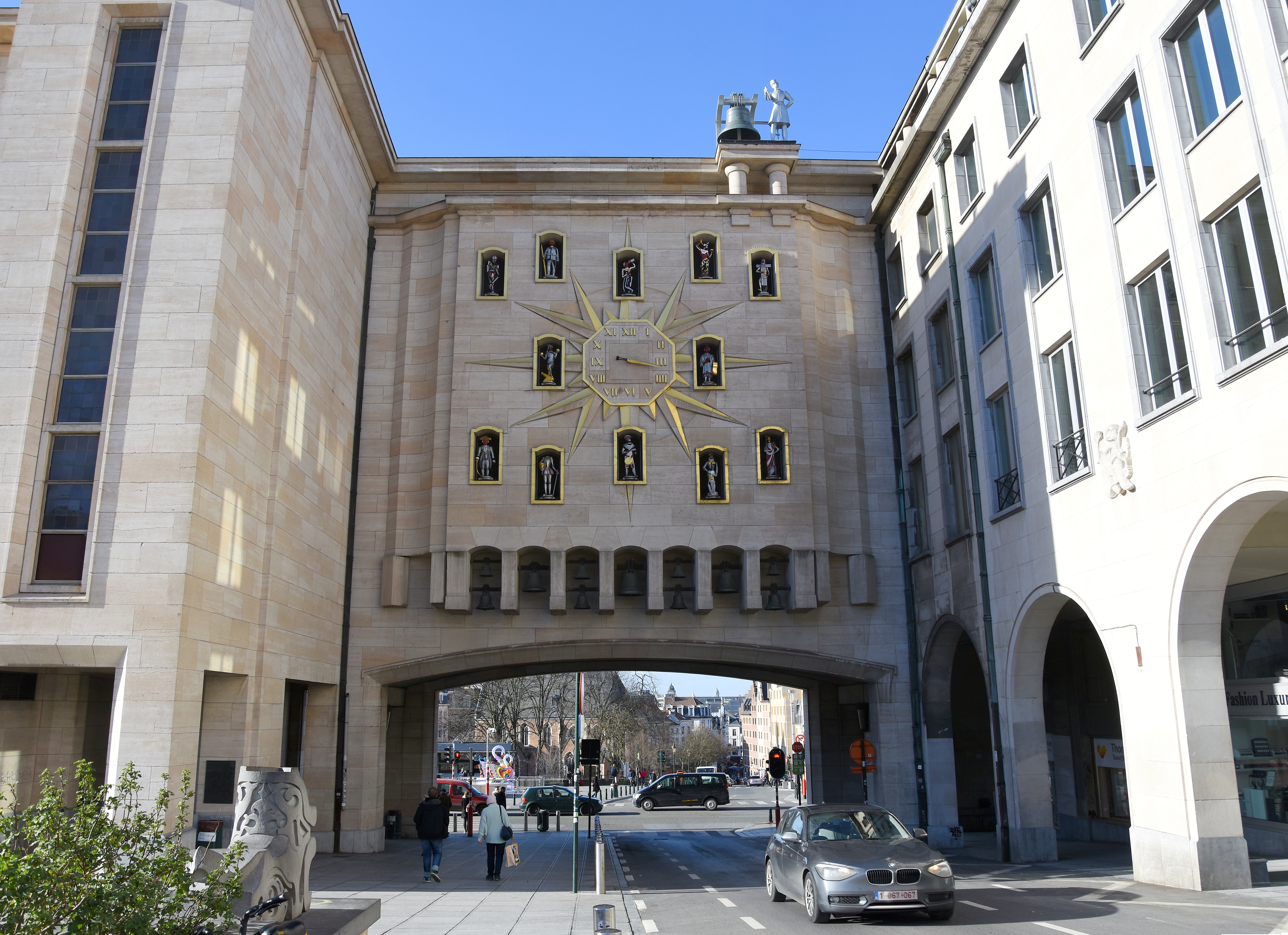
De beiaard van de Kunstberg

De Beiaard van de Kunstberg is een beiaard op de achtergevel van het Dynastiepaleis op de Kunstberg in Brussel, de hoofdstad van België. De beiaard kwam tot stand als deel van gebouwen die op de Kunstberg werd opgetrokken voor de Expo 58 en staat in een booggewelf aan de bovenzijde van de Kunstbergstraat. Kleine inhammen vertonen twaalf figuren, personages uit de Brusselse geschiedenis en folklore. Ze draaien op de tonen van het klokkenspel dat uit 24 klokken bestaat. Een bronzen figuur (een jacquemart) helemaal boven op de arcade, slaat het uur.
De afgebeelde personages zijn: 
- 12 uur : de arbeider
- 1 uur : de Galliër
- 2 uur : Godfried van Bouillon
- 3 uur : Jacob van Artevelde
- 4 uur : Filips de Goede
- 5 uur : Keizer Karel V
- 6 uur : Peter Paul Rubens
- 7 uur : Egmont
- 8 uur : de strijder van 1790 (gestolen en opnieuw geplaatst)
- 9 uur : Jean-Joseph Charlier met het houten been
- 10 uur : de Congolese tamtamspeler
- 11 uur : de soldaat van 1914-1918
- Boven op het gebouw : de burger van Brussel

Op een bronzen plaat onder aan het gebouw kon deze legende geraadpleegd worden. Deze plaat werd echter gestolen.
De beiaard speelt afwisselend het Waalse Où peut-on être mieux van Grétry en het Vlaamse Beiaardlied van Peter Benoit.
De beiaard werd samen geplaatst door de firma Meridiaan (www.meridiaan-menen.be) uit Menen en de Franse firma Fonderie Paccard uit Sevrier in de Haute-Savoie
De beiaard (niet de mechaniek van de figuren) werd grondig gerenoveerd in 2015 door de firma Clock-O-Matic.
De 60 jaar oude hydraulische sturing van de volksfiguren vertoonde al enkele jaren ernstige mankementen waardoor ze niet meer hun volledige bewegingen konden maken. In 2024 werd beslist dit systeem volledig te vervangen door een elektrische sturing. De opdracht hiervoor werd gegund aan de gespecialiseerde onderneming Clock-O-Matic nv.. Vanaf 14 april 2025 werden de 12 volksfiguren en het volledige hydraulische circuit gedemonteerd. Tot het terugplaatsen zijn er dan nog enkel de jacquemart actief en melodietjes en de uurslag te horen . 